# Völs (Tirol)

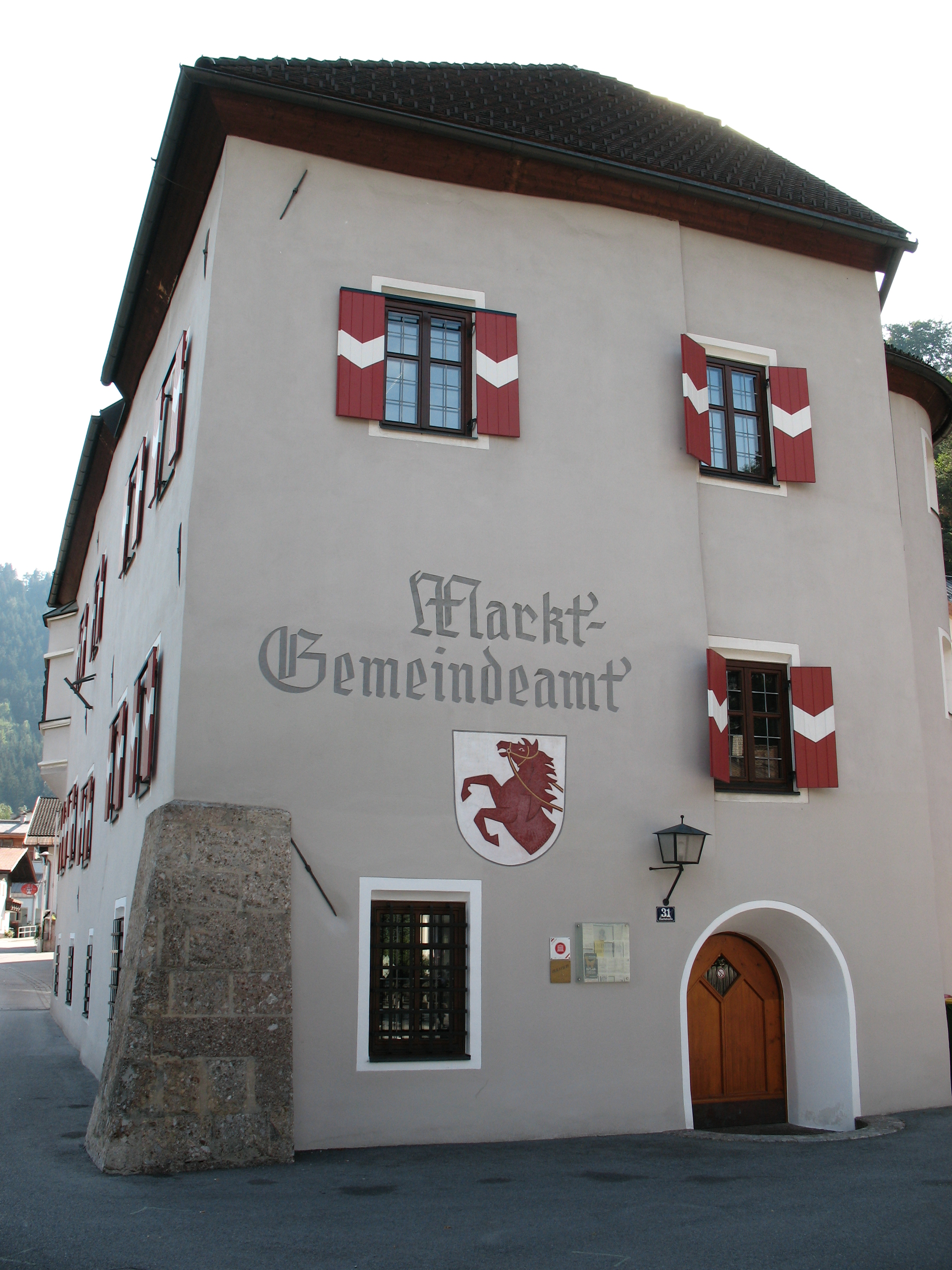
Das historische Gemeindeamt von Völs

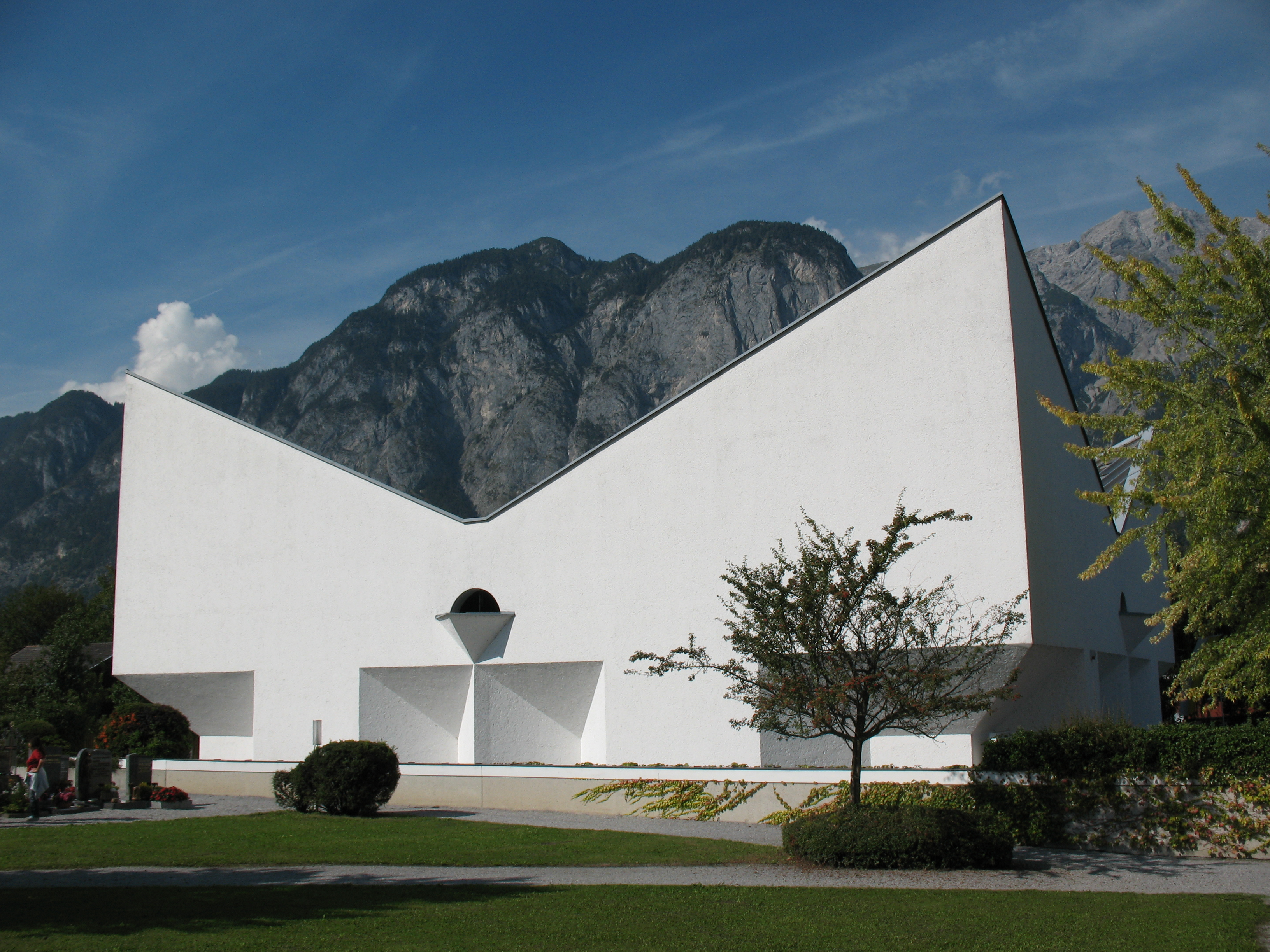
Die denkmalgeschützte Emmauskirche steht im harten Kontrast zur Landschaft

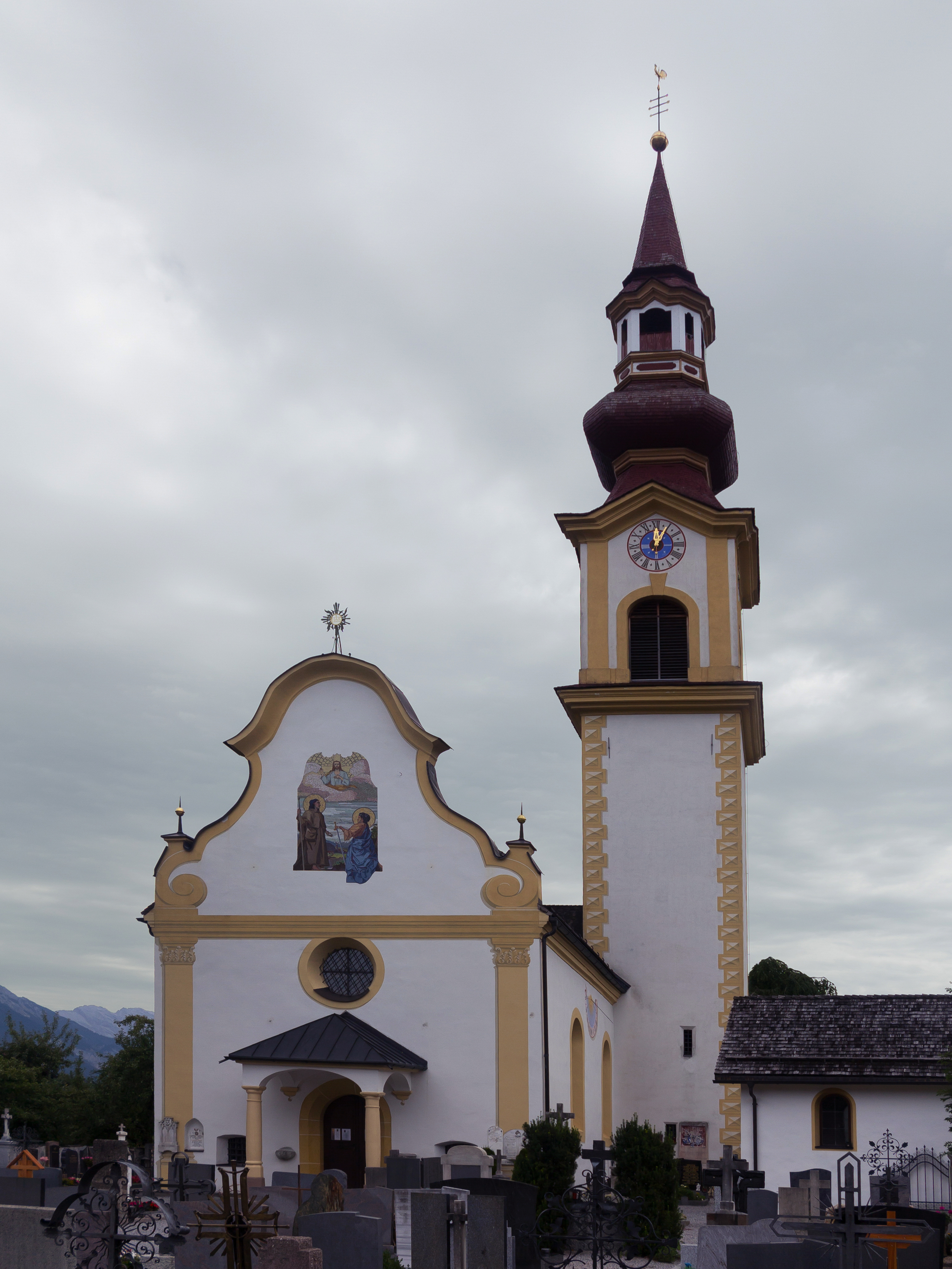
Die alte Pfarrkirche zu den Hll. Jodok und Lucia

Völs ist eine Marktgemeinde mit 7275 Einwohnern (Stand 1. Jänner 2024) im Bundesland Tirol in Österreich. Die Gemeinde liegt im Gerichtsbezirk Innsbruck.

## Geografie
Völs liegt auf 574 m über Seehöhe im Inntal und grenzt westlich an Innsbruck. Völs hat eine Fläche von 5,62 km².
In Völs halten die Linien ,  und  der S-Bahn Tirol.

### Nachbargemeinden
| Zirl             |                                             | Innsbruck |
| Kematen in Tirol | Kompassrose, die auf Nachbargemeinden zeigt | Innsbruck |
| Birgitz / Axams  | Götzens                                     | Natters   |

## Geschichte
Die ältesten Zeugnisse einer Besiedlung sind Steinbeil-Funde aus dem 3. Jahrtausend v. Chr. Aus der römischen Zeit stammen Münzfunde sowie der Völser Bacchus, eine zehn Zentimeter große, 1,38 Kilogramm schwere Büste, die als Laufgewicht einer Schnellwaage diente. Dieses Fundstück aus dem 1. Jahrhundert n. Chr. gilt als einer der bedeutendsten Funde seiner Art in Tirol.
Die ersten schriftlichen Aufzeichnungen stammen aus den Jahren 1183/88, als ein Heinricus de Velles im Traditionsbuch von Kloster Benediktbeuern genannt wird, den die jüngere Literatur mit Vorbehalt auf Völs bezieht. Der Name lässt sich zu Völs am Schlern in Südtirol stellen (9. Jh. Fellis) und gehört einer ganzen Gruppe an F-Anlauten entlang des Eisacks und Inns an (etwa Fritzens, Volders, Vomp). Vielleicht gehen die Ortsnamen auf denselben antiken Stamm zurück.
1312 wurde Völs Steuergemeinde.
2000 wurde Völs zur Marktgemeinde erhoben.

### Bevölkerungsentwicklung
EinwohnerJahr0100020003000400050006000700080001860189019201950198020102040EinwohnerEinwohnerentwicklung von Völs

## Kultur und Sehenswürdigkeiten
- Katholische Pfarrkirche Völs Jesu Christi in Emmaus
- Evangelische Kreuzkirche Völs
- Kapelle am Blasius-Berg

## Wirtschaft und Infrastruktur
Zwar wird Völs von vielen Pendlern bewohnt, die ihre Arbeitsstätte in Innsbruck haben, dennoch haben sich im Völser Gewerbegebiet gerade im Bereich der Cyta viele Handelsfirmen niedergelassen. Die Cyta stellt quasi das Gegenstück zum DEZ Einkaufszentrum im Osten Innsbrucks dar, auch wenn es mit dem Einkaufszentrum West in Hötting Konkurrenz bekommen hat. Weiters ist mit der Firmenzentrale des MPreis ein großer Betrieb in Völs ansässig.
Zu den wichtigsten Gegebenheiten in Völs zählen das Freibad „Völser Badl“, das Einkaufszentrum „Cyta“. Die meisten Veranstaltungen finden im Veranstaltungszentrum „Blaike“ und im „Vereinshaus 1“ statt.
Völs grenzt als Einkaufs- und Wohnvorort direkt an Innsbruck an.
Die Völserseesiedlung ist neben dem Olympischen Dorf in Innsbruck einer der am dichtesten bevölkerten Siedlungsbereiche im Innsbrucker Ballungsraum und befindet sich unweit der Einflugschneise des Innsbrucker Flughafens. Trotzdem herrscht gute Wohnqualität, da vor allem die täglichen Wege kurz sind und in der Umgebung ein gutes Freizeitangebot zur Verfügung steht. Völs hat bei der Errichtung dieser Siedlung zur Vermeidung verstärkter Abgasbelastungen den Einbau elektrischer Heizungen vorangebracht.
Der historische „Völser See“ lag im Westen des Dorfes. Er wurde im 15. Jahrhundert künstlich angelegt, hatte eine Ausdehnung von etwa 30 Hektar und diente der Jagd und der Fischerei. Etwa um 1800 wurde der See aufgelassen und ist heute verlandet. Pläne zur Errichtung eines neuen „Völser Sees“ in der ersten Hälfte des 20. Jahrhunderts wurden nicht realisiert. Heute dient der ab 1983 errichtete, wesentlich kleinere „Völser Teich“ zur Naherholung für die Bevölkerung und als Lebensraum für viele Tier- und Pflanzenarten.

### Verkehr
Völs verfügt über einen Bahnhof an der Arlbergbahn, der von Regionalexpress-Zügen und der S-Bahn Tirol bedient wird. Der Ort liegt an der Völser Straße L 11 und ist über die auf Völser Gemeindegebiet liegende Ausfahrt Innsbruck-Kranebitten an die Inntalautobahn A 12 angebunden.

### Sport
Völs ist die Heimat vieler Sportvereine wie zum Beispiel dem hiesigen Fußballverein SV Völs. Neben der „Ersten“, der Kampfmannschaft gibt es noch diverse Nachwuchsmannschaften. Der Sportplatz in Völs ist mit einem Rasenplatz, einem Kunstrasenplatz, einer Leichtathletikbahn, einem Basketballplatz und einem vor kurzem gebauten Beachvolleyballplatz bestens ausgerüstet. Im Winter wird der Kunstrasenplatz zu einem Eislaufplatz umfunktioniert. Weiters steht unweit des Sportplatzes ein Skatepark zur freien Verfügung.

## Politik

### Gemeinderat
Bei der letzten Gemeinderatswahl 2022 gab es folgende Ergebnisse:
- Bürgermeisterliste Erich Ruetz – RUETZ 38,73 % (8 Mandate)
- SPÖ 21,92 % (4)
- FPÖ 7,69 % (1)
- Grüne 13,80 % (3)
- Wir Für Völs – Team Peter Ties – WFV 17,86 % (3)

### Bürgermeister
- 1986–2009 Josef Vantsch (ÖVP)
- 2009–2022 Erich Ruetz (ÖVP)
- seit 2022 Peter Lobenwein (SPÖ), da der bisherige Bürgermeister Erich Ruetz nach der Gemeinderatswahl 2022 auf die notwendig gewordene Stichwahl verzichtete.[5]

### Europawahl 2019
Bei der Europawahl 2019 am 26. Mai 2019 waren 5117 Bürger wahlberechtigt.
50,99 % (2.609 Stimmen) davon nahmen an der Abstimmung teil. Davon entfielen auf:
- ÖVP 36,34 % (939 Stimmen)
- SPÖ 17,80 % (460)
- Grüne 18,96 % (490)
- FPÖ 16,10 % (416)
- Neos 8,71 % (225)
- Europa 1,32  % (34)
- KPÖ  0,77 % (20)

Es wurden 25 ungültige Stimmen abgegeben.

### Wappen
Blasonierung: In einem silbernen Schild ein rotes, nach rechts springendes Halbpferd mit goldenem Zaum.
Das 1954 verliehene Gemeindewappen basiert auf dem Siegel der Edlen von Völs, deren Burg auf dem Blasienberg stand und die sich auch Ritter von Blasienberg nannten.

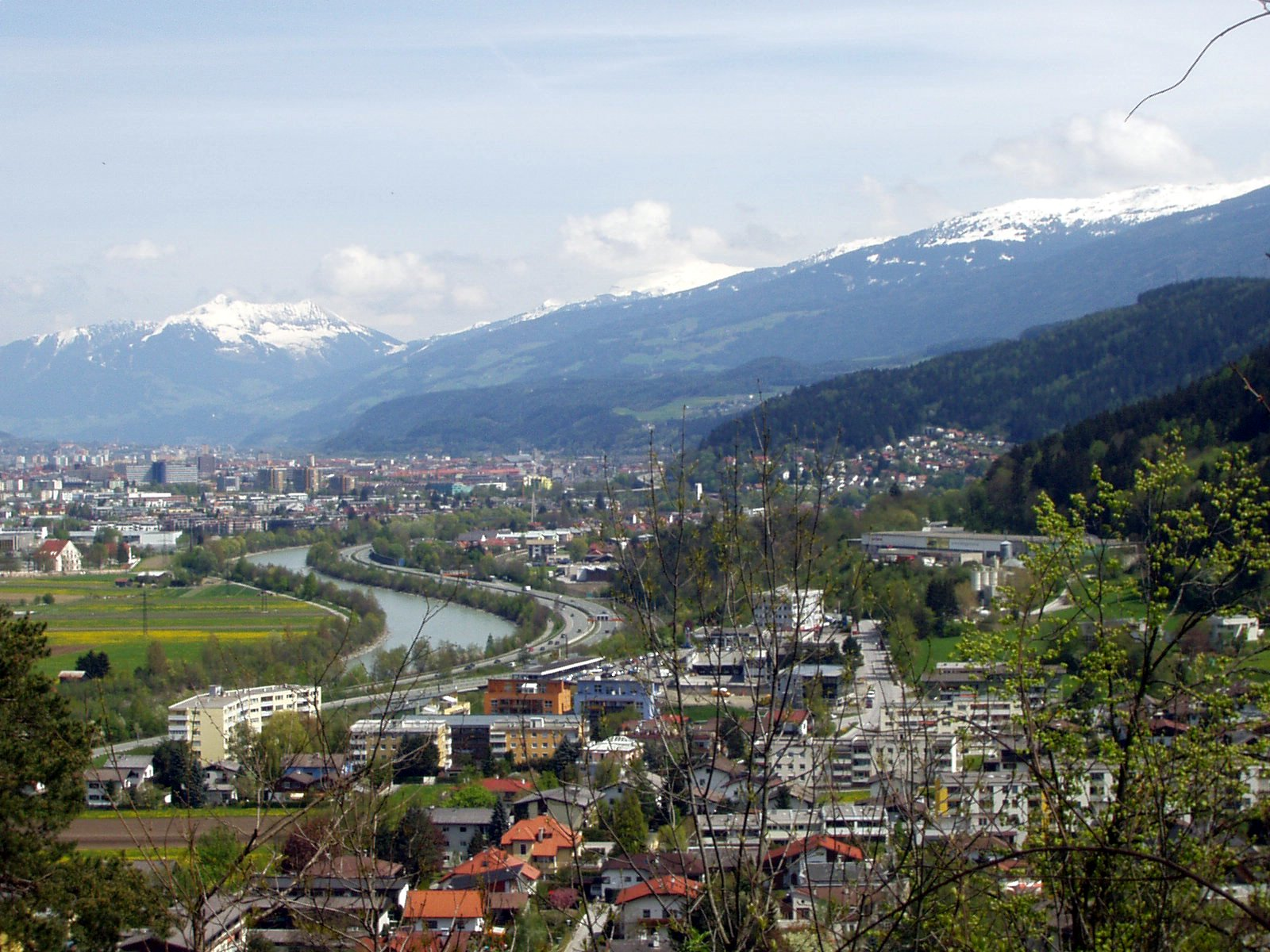
Blick vom Blasiusberg Richtung Innsbruck
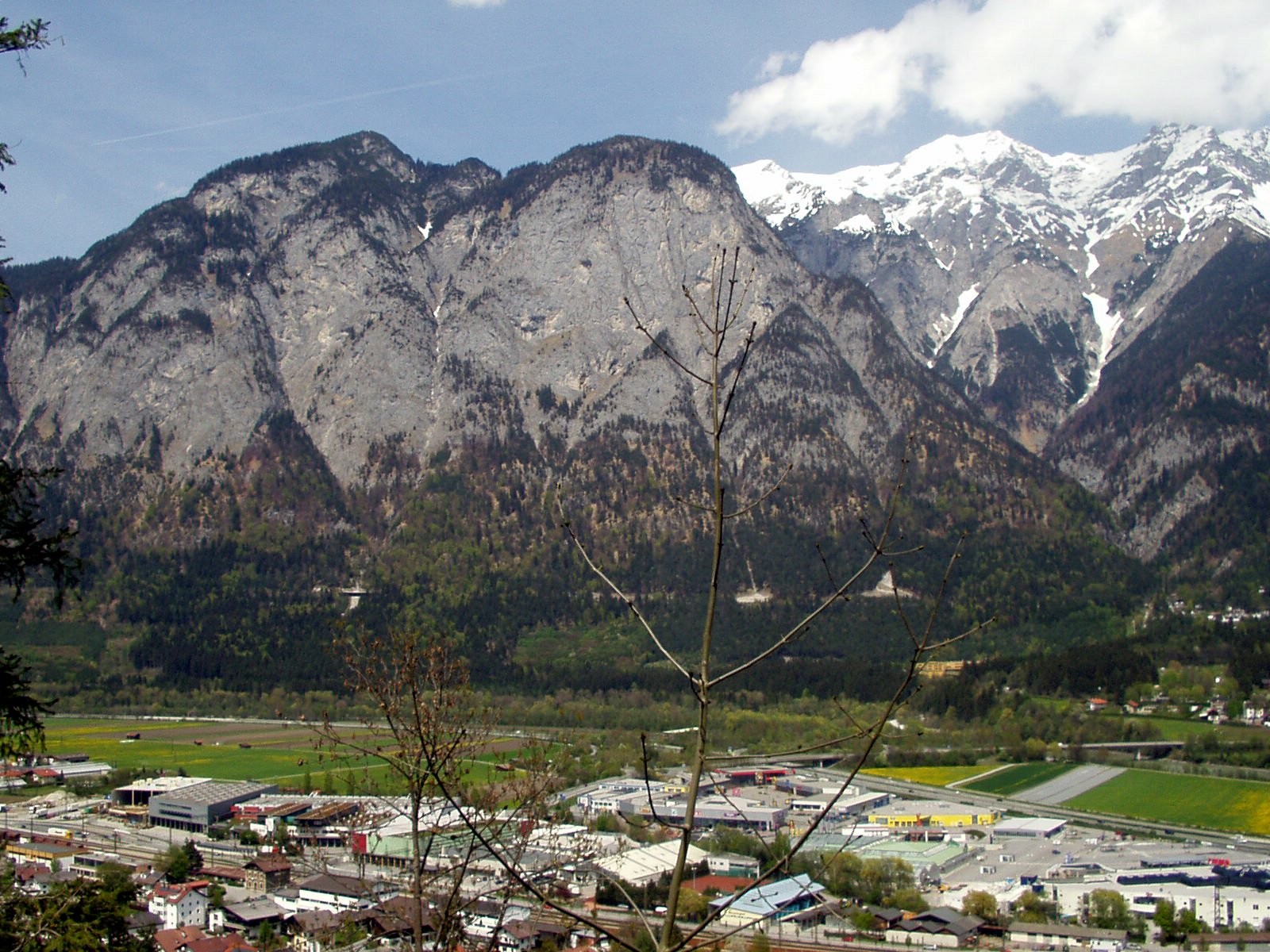
Völser Gewerbegebiet
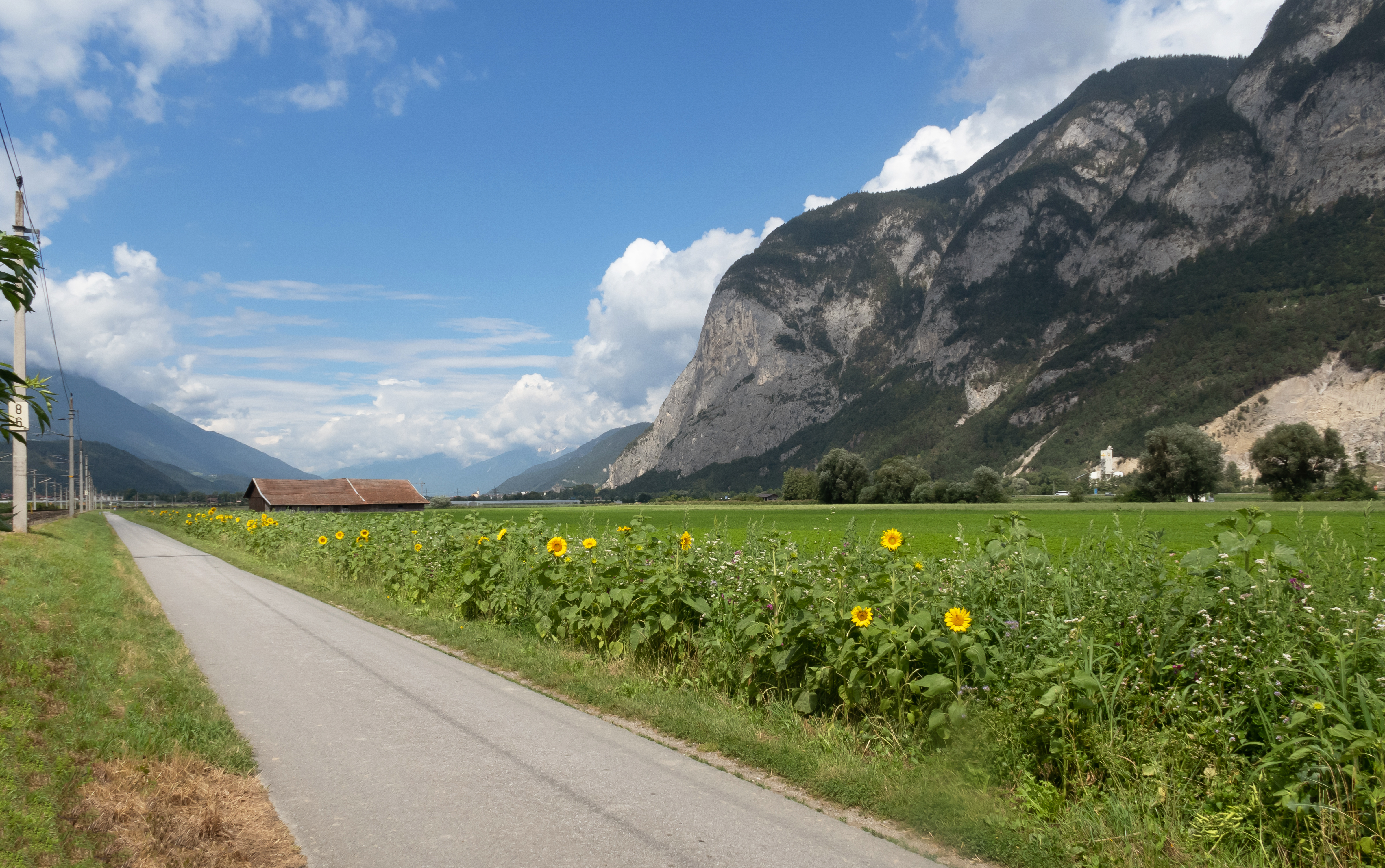
Michelfeld, Panorama Florianiweg-Eisenbahn